# Nationale Raad van Hongaarse Vrouwen
De Nationale Raad van Hongaarse Vrouwen (Hongaars: Magyar Nok Orszagos Szovetsege, MNOT) is een Hongaarse vrouwenbeweging.
De MNOT werd in 1970 door de communistische overheid van Hongarije opgericht ter vervanging van de Democratische Federatie van Hongaarse Vrouwen (MNDSZ) die in 1946 was opgericht. De MNOT had tot doel de bevordering van de emancipatie van de vrouw en het vrouwen mogelijk te maken om buitenshuis te gaan werken en zo mee te bouwen aan een socialistische maatschappij. De belangrijkste taak van de MNOT was echter om zijn leden te indoctrineren met het marxisme-leninisme.
De voorzitster van de MNOT was tevens lid van het Centraal Comité van de communistische partij (MSZMP).
In 1989 werd de MNOT losgemaakt van de communistische Hongaarse Socialistische Werkerspartij (MSZMP) en sindsdien voert de vrouwenbeweging MNOT een onafhankelijke koers. Na 1989 is zij echter wel het monopolie als enige vrouwenbeweging van Hongarije verloren en zijn er tal van andere vrouwenbewegingen in Hongarije gevormd.